# Séfina I
Ne doit pas être confondu avec Séfina II.
Séfina I est une commune rurale située dans le département de N'Dorola de la province de Kénédougou dans la région des Hauts-Bassins au Burkina Faso. Elle est distincte de la commune de Séfina II.

## Santé et éducation
Le centre de soins le plus proche de Séfina I est le centre de santé et de promotion sociale (CSPS) de Famberla.